# Cesta (gmina Trebnje)
Cesta – wieś w Słowenii, w gminie Trebnje. W 2018 roku liczyła 57 mieszkańców.